# ナタリア・アンネンコ
ナタリア・アンネンコ（Natalia Annenko、1964年4月17日 - ）は、旧ソビエト連邦出身の女性フィギュアスケート選手。1988年カルガリーオリンピックアイスダンスソビエト連邦代表。1982年世界ジュニア選手権優勝。パートナーはゲンリフ・スレテンスキーとヴァディム・カルカチェフ。

## 経歴
ジュニア時代にヴァディム・カルカチェフとカップルを結成し、1980-1981年シーズンの世界ジュニア選手権に初出場し、2位となる。翌1981-1982年シーズンの世界ジュニア選手権では優勝を果たしたが、カップルは解散する。
シニア転向後の1982-1983年シーズンよりゲンリフ・スレテンスキーと新たにカップルを結成し、1983年冬季ユニバーシアード競技大会で優勝を果たした。1984-1985年シーズンからは欧州選手権および世界選手権に出場し、欧州選手権では4シーズン連続でメダルを獲得。1988年欧州選手権では自身最高位の2位となった。1988年カルガリーオリンピックでは4位、3度出場した世界選手権でもメダル獲得はならなかった。のちにアマチュアを引退し、プロフィギュアスケーターとしてスターズ・オン・アイスや世界プロフィギュア選手権で長らく活動。ピーター・チェルニシェフと結婚したがのちに離婚した。現在はフィギュアスケートコーチ兼振付師に転進。

## 主な戦績
- 81-82までヴァディム・カルカチェフとのカップル。
- 82-83以降はゲンリフ・スレテンスキーとのカップル。

| 大会/年          | 80-81 | 81-82 | 82-83 | 83-84 | 84-85 | 85-86 | 86-87 | 87-88 | 88-89 |
| ---------------- | ----- | ----- | ----- | ----- | ----- | ----- | ----- | ----- | ----- |
| オリンピック     |       |       |       |       |       |       |       | 4     |       |
| 世界選手権       |       |       |       |       | 7     | 4     | 4     | 4     |       |
| 欧州選手権       |       |       |       |       | 5     | 3     | 3     | 2     | 3     |
| ユニバーシアード |       |       | 1     |       |       |       |       |       |       |
| 世界Jr.選手権    | 2     | 1     |       |       |       |       |       |       |       |